# Специальные представители Президента Российской Федерации
Специальные представители Президента Российской Федерации — лица, назначаемые президентом России в качестве его представителей по конкретным вопросам внутренней или внешней политики или для разрешения конкретной проблемы. Как правило, обязанности специального представителя возлагаются на лица, занимающие иные государственные должности (в Правительстве, Администрации президента, Министерстве иностранных дел и др.). Должности указаны на момент появления указов о назначении персоналии специальным представителем.

## Список специальных представителей
Ниже приведен составленный по опубликованным документам список лиц, назначавшихся специальными представителями президента России с 1991 г. После даты назначения или освобождения от должности стоит номер указа или распоряжения президента, которым произведено назначение или освобождение от должности.

### Действующие
Последние назначения на должность были произведены 9 июля 2025 года.
1. Бабаков Александр Михайлович — специальный представитель Президента Российской Федерации по взаимодействию с организациями соотечественников за рубежом (с 14 июня 2012 г., № 845)
2. Дмитриев Кирилл Александрович — специальный представитель Президента Российской Федерации по инвестиционно-экономическому сотрудничеству с зарубежными странами (с 23 февраля 2025 г., № 100)
3. Чрезвычайный и полномочный посол Российской Федерации в Сирии Ефимов Александр Владимирович — специальный представитель Президента Российской Федерации по развитию отношений с Сирийской Арабской Республикой (с 25 мая 2020 г., № 339)
4. Змеевский Александр Владимирович — специальный представитель Президента Российской Федерации по вопросам международного сотрудничества в борьбе с терроризмом и транснациональной организованной преступностью (с 6 октября 2011 г., № 1334 / 2 августа 2012 г., № 1104)
5. Зубков Виктор Алексеевич — специальный представитель Президента Российской Федерации по взаимодействию с Форумом стран-экспортёров газа (с 30 мая 2012 г., № 751)
6. Иванов Сергей Борисович — специальный представитель Президента Российской Федерации по вопросам природоохранной деятельности, экологии и транспорта (с 12 августа 2016 г., № 405 / 14 мая 2024 г., № 361)
7. Кабулов Замир Набиевич, директор Второго департамента Азии Министерства иностранных дел Российской Федерации (2009—2024 гг.) — специальный представитель Президента Российской Федерации по Афганистану (с 21 марта 2011 г., № 334 / 10 августа 2012 г., № 1142)
8. Козак Дмитрий Николаевич, заместитель председателя Правительства Российской Федерации (2008—2020 гг.), заместитель руководителя Администрации Президента Российской Федерации — специальный представитель Президента Российской Федерации по развитию торгово-экономических отношений с Республикой Молдова (с 11 июля 2018 г., № 418)
9. Коновалов Александр Владимирович, министр юстиции Российской Федерации (2008—2020 гг.), полномочный представитель Президента Российской Федерации в Конституционном суде РФ — специальный представитель Президента Российской Федерации по взаимодействию с Европейским союзом в области свободы, безопасности и правосудия (с 30 июня 2008 г., № 1008 / 2 августа 2012 г., № 1108)
10. Косачев Константин Иосифович, руководитель Россотрудничества (2012—2014 гг.), председатель Комитета Совета Федерации по международным делам — специальный представитель Президента Российской Федерации по связям с государствами-участниками Содружества Независимых Государств (с 5 марта 2012 года, № 279 / 2 августа 2012 г., № 1102)
11. Герой Российской Федерации Крикалёв Сергей Константинович — специальный представитель Президента Российской Федерации по вопросам международного сотрудничества в области космоса (18 января 2024 г., № 46 — 18 февраля  2025 г., № 81 / с 22 мая   2025 г., № 341)
12. Советник Президента Российской Федерации Левитин Игорь Евгеньевич, — специальный представитель Президента Российской Федерации по международному сотрудничеству в сфере транспорта (с 14 мая 2024 г., № 358)
13. Люкманов Артур Рушанович, директор Департамента международной информационной безопасности МИД РФ — специальный представитель Президента Российской Федерации по вопросам международного сотрудничества в области информационной безопасности (с 25 июля 2023 г., № 548)
14. Мамсуров Таймураз Дзамбекович, глава Республики Северная Осетия — Алания (2005—2015 гг.), член Совета Федерации от исполнительного органа государственной власти Северной Осетии — специальный представитель Президента Российской Федерации по Южной Осетии (с 21 марта 2012 года, № 319)
15. Меркушкин Николай Иванович — специальный представитель Президента Российской Федерации по взаимодействию со Всемирным конгрессом финно-угорских народов (с 25 сентября 2017 г. № 438)
16. Орешкин Максим Станиславович — специальный представитель Президента Российской Федерации по вопросам финансово-экономического сотрудничества с государствами БРИКС и взаимодействия с Новым банком развития (с 19 октября 2024 г. № 896)
17. Песков Дмитрий Николаевич — специальный представитель Президента Российской Федерации по вопросам цифрового и технологического развития (с 10 июля 2018 г., № 413)
18. Петраков Михаил Иванович — специальный представитель Президента Российской Федерации по делимитации и демаркации государственной границы Российской Федерации с сопредельными государствами — участниками Содружества Независимых Государств (с 2 января 2021 г., № 2)
19. Решетников Максим Геннадьевич, министр экономического развития Российской Федерации — специальный представитель Президента Российской Федерации по вопросам торгово-экономического сотрудничества с Японией (с 12 мая 2020 г. № 320)
20. Рогачёв Илья Игоревич — специальный представитель Президента Российской Федерации по вопросам международного уголовно-правового сотрудничества (с 25 ноября 2024 г. № 1008)
21. Титов Борис Юрьевич — специальный представитель президента Российской Федерации по связям с международными организациями для достижения целей устойчивого развития (с 16 июня 2024 г., № 516)
22. Ткачев Александр Николаевич, глава администрации (губернатор) Краснодарского края (2000—2015 гг.), министр сельского хозяйства Российской Федерации (2015—2018 гг.) — специальный представитель Президента Российской Федерации по Абхазии (с 16 марта 2012 г., № 305)
23. Хакимов Бахтиер Маруфович, директор Департамента общеазиатских проблем Министерства иностранных дел Российской Федерации — специальный представитель Президента Российской Федерации по делам Шанхайской организации сотрудничества, национальный координатор Российской Федерации в Шанхайской организации сотрудничества (с 17 сентября 2014 г., № 635)
24. Швыдкой Михаил Ефимович — специальный представитель Президента Российской Федерации по международному культурному сотрудничеству (с 31 июля 2008 г., № 1159 / 2 августа 2012 г., № 1107)
25. Советник Президента Российской Федерации Эдельгериев Руслан Сайд-Хусайнович — специальный представитель Президента Российской Федерации по вопросам климата (с 18 июля 2018 г., № 435 / 15 мая 2024 г., № 412)

### Бывшие
1. Шелов-Коведяев Федор Вадимович, первый заместитель министра иностранных дел РСФСР — специальный представитель президента РСФСР (19 октября 1991 г., № 64-рп — 16 октября 1992 г., № 585-рп)
2. Козырев Андрей Владимирович, министр иностранных дел Российской Федерации (1991—1996 гг.) — специальный представитель президента России по Таджикистану (27 июля 1993 г., № 1144 — 22 мая 1996 г., № 750)
3. Посувалюк Виктор Викторович, член Коллегии, директор Департамента Ближнего Востока и Северной Африки МИД РФ — специальный представитель президента России по ближневосточному урегулированию (10 марта 1994 г., № 462 — 1 августа 1999 г.)
4. Зотов Александр Иванович, Посол по особым поручениям Министерства иностранных дел Российской Федерации — специальный представитель президента России по урегулированию кризиса на территории бывшей Югославии (17 марта 1995 г., № 282 — н/д)
5. Черномырдин Виктор Степанович, Чрезвычайный и Полномочный Посол Российской Федерации на Украине (2001—2009 гг.), советник Президента Российской Федерации — специальный представитель президента России по урегулированию ситуации вокруг Союзной Республики Югославия (14 апреля 1999 г., № 467 — 7 октября 1999 г., № 1351); специальный представитель по развитию торгово-экономических отношений с Украиной (21 мая 2001 г., № 273-рп — 11 июня 2009 г., № 654); специальный представитель по вопросам экономического сотрудничества с государствами-участниками СНГ (11 июня 2009 г., № 654 — 3 ноября 2010 г.)
6. Задорнов Михаил Михайлович, первый заместитель председателя Правительства России — специальный представитель президента России по связям с международными финансовыми организациями (31 мая 1999 г., № 691 — 29 сентября 1999 г., № 1313)
7. Средин Василий Дмитриевич, статс-секретарь — заместитель министра иностранных дел России — специальный представитель президента России по ближневосточному урегулированию (5 октября 1999 г., № 1339 — 19 декабря 2006 г., № 1429)
8. Воробьев Виталий Яковлевич, Посол по особым поручениям Министерства иностранных дел Российской Федерации — специальный представитель президента России по вопросам взаимодействия Российской Федерации с Республикой Казахстан, Киргизской Республикой, Республикой Таджикистан и Китайской Народной Республикой (14 февраля 2000 г., № 46-рп — 24 ноября 2001 г., № 650-рп), специальный представитель президента России по делам Шанхайской организации сотрудничества (24 ноября 2001 г., № 650-рп — 27 ноября 2006 г., № 594-рп)
9. Каламанов Владимир Авдашевич — специальный представитель президента России по обеспечению прав и свобод человека и гражданина в Чеченской Республике (17 февраля 2000 г., № 364 — 20 июня 2000 г., № 1144; 15 июля 2000 г., № 1326 — 4 июня 2002 г., № 550)
10. Заместитель министра иностранных дел Российской Федерации Калюжный Виктор Иванович — специальный представитель президента России по вопросам урегулирования статуса Каспийского моря (31 мая 2000 г., № 998 — 29 июля 2004 г., № 983)
11. Трубников Вячеслав Иванович, первый заместитель министра иностранных дел Российской Федерации — специальный представитель президента России в государствах-участниках Содружества Независимых Государств (28 июня 2000 г., № 1195 — 29 июля 2004 г., № 978)
12. Кулаковский Алексей Викторович — специальный представитель президента России по вопросам урегулирования осетино-ингушского конфликта (20 сентября 2000 г., № 1680 — 6 октября 2004 г., № 1283)
13. Симония Нодари Александрович — специальный представитель президента России по связям с лидерами африканских государств (19 декабря 2001 г., № 709-рп — 20 февраля 2006 г., № 78-рп)
14. Статс-секретарь — первый заместитель министра иностранных дел Российской Федерации Лощинин Валерий Васильевич — специальный представитель президента России по вопросам грузино-абхазского урегулирования (1 апреля 2002 г. — н/д)
15. Султыгов Абдул-Хаким Ахмедович — специальный представитель президента России по обеспечению прав и свобод человека и гражданина в Чеченской Республике (12 июля 2002 г., № 736 — 20 января 2004 г., № 69)
16. Постоянный представитель России при Европейских сообществах в Брюсселе, в ранге министра Российской Федерации Фрадков Михаил Ефимович — специальный представитель президента России по вопросам развития отношений с Европейским союзом (7 июня 2003 г., № 302-рп — 5 марта 2004 г.)
17. Помощник президента Российской Федерации Ястржембский Сергей Владимирович — специальный представитель президента Российской Федерации по вопросам развития отношений с Европейским союзом (30 марта 2004 г., № 455 — 13 мая 2008 г., № 772)
18. Христенко Виктор Борисович, Министр промышленности и энергетики Российской Федерации (2004—2008 гг.), Министр промышленности и торговли Российской Федерации (2008—2012 гг.) — специальный представитель Президента Российской Федерации по вопросам развития интеграционного сотрудничества с государствами-участниками Содружества Независимых Государств (12 июля 2004 г., № 879 — 6 июня 2007 г., № 720); специальный представитель Президента Российской Федерации по вопросу внесения изменений в Договор о Комиссии Таможенного союза (24 июня 2011 г., № 861 — 5 апреля 2012 г., № 403)
19. Юсуфов Игорь Ханукович — специальный представитель Президента Российской Федерации по международному энергетическому сотрудничеству (29 июля 2004 г., № 984 — 7 апреля 2011 г.[1])
20. Посол по особым поручениям Министерства иностранных дел Российской Федерации Сафонов Анатолий Ефимович — специальный представитель Президента Российской Федерации по вопросам международного сотрудничества в борьбе с терроризмом и транснациональной организованной преступностью (11 октября 2004 г., № 1293 — 20 июня 2011 г., № 816)
21. Помощник Президента Российской Федерации Поллыева Джахан Реджеповна — специальный представитель Президента Российской Федерации по вопросам гуманитарного сотрудничества с государствами-участниками Содружества Независимых Государств (22 ноября 2004 г., № 1471 — 2 августа 2012 г., № 1101)
22. Чилингаров Артур Николаевич, президент Ассоциации полярников (1991—2024), президент Государственной полярной академии (2009—2015) — специальный представитель Президента Российской Федерации по вопросам Международного полярного года (12 октября 2005 г., № 1198 — 7 декабря 2008 г., № 1744); специальный представитель Президента Российской Федерации по международному сотрудничеству в Арктике и Антарктике (7 декабря 2008 г., № 1744 / 2 августа 2012 г., № 1112 — 1 июня 2024 г.)
23. Васильев Алексей Михайлович — специальный представитель Президента Российской Федерации по связям с лидерами африканских государств (20 февраля 2006 г., № 78-рп — 20 марта 2011 года, № 169-рп)
24. Моисеев Леонид Петрович — специальный представитель Президента Российской Федерации по делам Шанхайской организации сотрудничества (27 ноября 2006 г., № 594-рп — 14 сентября 2011 г., № 1199)
25. Заместитель Министра иностранных дел Российской Федерации Салтанов Александр Владимирович — специальный представитель Президента Российской Федерации по Ближнему Востоку (19 декабря 2006 г., № 1429 — 5 мая 2011 г., № 583)
26. Руководитель Аппарата Правительства Российской Федерации — заместитель председателя Правительства Российской Федерации Нарышкин Сергей Евгеньевич — специальный представитель Президента Российской Федерации по вопросам развития интеграционного сотрудничества с государствами-участниками Содружества Независимых Государств (6 июня 2007 г., № 720 — 29 февраля 2012 г., № 255)
27. Министр сельского хозяйства Российской Федерации Гордеев Алексей Васильевич — специальный представитель Президента Российской Федерации по торгово-экономическому и инвестиционному сотрудничеству с Монголией (4 ноября 2007 г., № 620-рп — 5 мая 2012 г., № 224-рп)
28. Руководитель Федерального агентства по делам Содружества Независимых Государств, соотечественников, проживающих за рубежом, и по международному гуманитарному сотрудничеству Мухаметшин Фарит Мубаракшевич — специальный представитель Президента Российской Федерации по связям с государствами-участниками Содружества Независимых Государств (20 ноября 2008 г., № 1642 — 5 марта 2012 г., № 279)
29. Председатель Комитета Совета Федерации по международным делам Маргелов Михаил Витальевич — специальный представитель Президента Российской Федерации по Судану (7 декабря 2008 г., № 1731 — 20 марта 2011 г., № 329); специальный представитель Президента Российской Федерации по сотрудничеству со странами Африки (20 марта 2011 г., № 329 / 2 августа 2012 г., № 1105 — 31 октября 2014 г., № 701)
30. Посол по особым поручениям Министерства иностранных дел Российской Федерации Головин Александр Васильевич — специальный представитель Президента Российской Федерации по делимитации и демаркации государственной границы Российской Федерации с сопредельными государствами-участниками Содружества Независимых Государств (25 января 2009 г., № 85 — 20 февраля 2012 г., № 217)
31. Чрезвычайный и Полномочный Посол Российской Федерации на Украине Зурабов Михаил Юрьевич — специальный представитель Президента Российской Федерации по развитию торгово-экономических отношений с Украиной (19 января 2010 г., № 32-рп / 2 августа 2012 г., № 1111 — 4 августа 2016 г., № 390).
32. Советник Президента Российской Федерации Бедрицкий Александр Иванович — специальный представитель Президента Российской Федерации по вопросам климата (25 января 2010 года, № 43-рп / 2 августа 2012 г., № 1110 — 18 июля 2018 г., № 435).
33. Рушайло Владимир Борисович — специальный представитель Президента Российской Федерации по развитию отношений с Киргизской Республикой (13 мая 2010 г., № 305-рп — 21 апреля 2012 г., № 177-рп).
34. Барский Кирилл Михайлович, Посол по особым поручениям Министерства иностранных дел Российской Федерации — специальный представитель Президента Российской Федерации по делам Шанхайской организации сотрудничества, национальный координатор Российской Федерации в Шанхайской организации сотрудничества (14 сентября 2011 г., № 1199 / 2 августа 2012 г., № 1106 — 17 сентября 2014 г., № 635)
35. Заместитель министра иностранных дел Российской Федерации Богданов Михаил Леонидович — специальный представитель Президента Российской Федерации по Ближнему Востоку (23 января 2012 г., № 96 / 2 августа 2012 г., № 1103 — 31 октября 2014 г., № 701), специальный представитель Президента Российской Федерации по Ближнему Востоку и странам Африки (31 октября 2014 г., № 701 — 9 июля 2025 г., № 471)
36. Братчиков Игорь Борисович — специальный представитель Президента Российской Федерации по делимитации и демаркации государственной границы Российской Федерации с сопредельными государствами — участниками Содружества Независимых Государств (25 августа 2012 г., № 1213 — 2 января 2021 г., № 2)
37. Шматко Сергей Иванович — специальный представитель Президента Российской Федерации по вопросам международного сотрудничества в области электроэнергетики (1 июня 2013 г., № 537 — 7 ноября 2021 г.)
38. Крутских Андрей Владимирович, Посол по особым поручениям Министерства иностранных дел Российской Федерации — специальный представитель Президента Российской Федерации по вопросам международного сотрудничества в области информационной безопасности (6 февраля 2014 г., № 66 — 25 июля 2023 г., № 548)
39. Ливанов Дмитрий Викторович — специальный представитель Президента Российской Федерации по развитию торгово-экономических отношений с Украиной (19 августа 2016 г., № 418 — 5 октября 2018 г., № 570)
40. Орешкин Максим Станиславович, министр экономического развития Российской Федерации (2016—2020 гг.) — специальный представитель по вопросам торгово-экономического сотрудничества с Японией (14 марта 2017 г. № 112 — 12 мая 2020 г. № 320)
41. Абдулатипов Рамазан Гаджимурадович — специальный представитель Президента Российской Федерации по вопросам гуманитарного и экономического сотрудничества с государствами Каспийского региона (19 октября 2017 г. № 495 — 20 декабря 2018 г. № 737)
42. Бабич Михаил Викторович, Чрезвычайный и Полномочный Посол Российской Федерации в Республике Белоруссия[2] (2018—2019 гг.) — специальный представитель Президента Российской Федерации по развитию торгово-экономического сотрудничества с Республикой Белоруссия[2] (24 августа 2018 г., № 496 — 30 апреля 2019 г., № 200)
43. Рогозин Дмитрий Олегович, председатель Комитета Государственной думы по международным делам (2000—2004 гг.), постоянный представитель РФ при Организации Североатлантического договора (2008—2011 гг.), заместитель председателя Правительства РФ (2011—2018 гг.), генеральный директор Государственной корпорации по космической деятельности «Роскосмос» (2018—2022 гг.) — специальный представитель по проблемам Калининградской области, связанным с расширением Европейского союза (13 июля 2002 г., № 742 — 20 января 2004 г., № 70); специальный представитель по взаимодействию с НАТО в области противоракетной обороны (18 февраля 2011 г., № 200 — 25 апреля 2012 г., № 505); специальный представитель по Приднестровью (21 марта 2012 г., № 320 / 2 августа 2012 г., № 1109 — 11 июля 2018 г.); специальный представитель по вопросам международного сотрудничества в области космоса (6 декабря 2018 г., № 696 — 25 июля 2022 г., № 498)
44. Чубайс Анатолий Борисович — специальный представитель президента России по связям с международными финансовыми организациями (17 июня 1998 г., № 712 — 28 августа 1998 г., № 1001); специальный представитель президента России по связям с международными организациями для достижения целей устойчивого развития (4 декабря 2020 г., № 754 — 25 марта 2022 г., № 148)[3][4]
45. Борисов  Юрий Иванович — специальный представитель Президента Российской Федерации по вопросам международного сотрудничества в области космоса (25 июля 2022 г., № 498 — 18 января 2024 г., № 46[5] / 18 февраля 2025 г., № 82 — 22 мая 2025 г., № 340)